# ناحیه ولوره
استان ولوره نام یکی از استان‌های سی‌وشش‌گانه کشور آلبانی است.